# Mansión de Dzērbene
La Mansión de Dzērbene (en letón: Dzērbenes muižas pils; en alemán: Schloß Serben) es una casa señorial en la región histórica de Vidzeme, en el norte de Letonia.

## Historia
La moderna mansión es construida en el lugar donde se encontraba el antiguo castillo medieval de Dzērbene. La mansión de Dzērbene es mencionada por primera vez en 1555 cuando fue presentada al canciller del Arzobispado de Riga Christoph Sturz. En 1556 el viejo castillo fue destruido por un ejército de la Orden de Livonia y en 1577 también por los moscovitas.
Durante el periodo de la Livonia sueca la mansión de Dzērbene fue propiedad de Svante Banner. Después de la Gran Guerra del Norte el complejo de la mansión de Dzērbene con más de 20 edificios se convirtió en propiedad del Imperio ruso. En 1771 la emperatriz rusa Catalina II regaló la propiedad al mayor general Otto Weismann von Weissenstein. Sus descendientes poseyeron la mansión hasta 1891. Desde 1891 fue propiedad de la familia Loudon. La mansión fue incendiada durante la revolución rusa de 1905 pero fue reconstruida después. Durante la Primera Guerra Mundial la mansión sufrió nuevos daños y los últimos dueños emigraron a Alemania.
Después de la reforma agraria letona de 1920 los edificios de la mansión y las tierras fueron nacionalizados y divididos en 144 nuevas granjas. El edificio de la mansión fue restaurado y en 1927 se localizó ahí la escuela técnica de agricultura. Después de la Segunda Guerra Mundial y después de un nuevo incendio en 1947 el edificio fue reconstruido en 1949 y todavía fue ocupado por la escuela agrícola. En la década de 1980 el edificio se convirtió en propiedad del sovjós local. El edificio actualmente alberga las oficinas administrativas de la parroquia de Dzērbene, un centro de la comunidad, una escuela de música y una cafetería.
El actual edificio fue construido cerca del fin del siglo XVIII en estilo clásico. Una gran torre neogótica fue añadida cerca del fin del siglo XIX.